# Władysław Ponurski
Władysław Ponurski, född 23 april 1891, död 13 oktober 1978, var en friidrottare från Österrike. Han deltog vid olympiska sommarspelen 1912.